# Jackie LaVine
Jackie LaVine, née le 4 octobre 1929 à Maywood (Illinois) et morte le 21 octobre 2022, est une nageuse américaine spécialiste des épreuves de nage libre. Elle compte à son palmarès une médaille de bronze olympique.

## Biographie
Aux Jeux panaméricains de 1951 à Buenos Aires, Jackie LaVine remporte une médaille d'argent en 100 mètres nage libre ainsi qu'une médaille d'or en relais 4 × 100 mètres nage libre avec Carolyn Green, Betty Mullen et Sharon Geary. Elle obtient lors des Jeux olympiques d'été de 1952 à Helsinki la médaille de bronze en relais 4 × 100 mètres nage libre avec Jody Alderson, Marilee Stepan et Evelyn Kawamoto.

## Palmarès

### Jeux olympiques
| Épreuve / Édition                | Helsinki 1952         |
| Relais 4 × 100 mètres nage libre | Bronze · 4 min 30 s 1 |

### Jeux panaméricains
| Épreuve / Édition                | Buenos Aires 1951 |
| 100 mètres nage libre            | Argent            |
| Relais 4 × 100 mètres nage libre | Or                |